# Finger Point (Skua Island)
Der Finger Point (englisch für Finger-Landspitze) ist eine Landspitze, die das südwestliche Ende von Skua Island in der Gruppe der Argentinischen Inseln im Wilhelm-Archipel westlich der Antarktischen Halbinsel bildet. Sie ragt in den Black Island Channel hinein und liegt nordöstlich von Black Island.
Teilnehmer der British Graham Land Expedition (1934–1937) unter der Leitung des australischen Polarforschers John Rymill kartierten sie und gaben der Landspitze ihren deskriptiven Namen.